# Bulgaria Open 2015
Die Bulgaria Open 2015 im Badminton fanden vom 17. bis zum 20. August 2015 in Sofia statt.

## Sieger und Platzierte
| Disziplin    | Gold                       | Silber                           | Bronze                              |
| ------------ | -------------------------- | -------------------------------- | ----------------------------------- |
| Herreneinzel | Raul Must                  | Lucas Claerbout                  | Lucas Corvée                        |
| Herreneinzel | Raul Must                  | Lucas Claerbout                  | Blagovest Kisyov                    |
| Dameneinzel  | Natalia Koch Rohde         | Yvonne Li                        | Luise Heim                          |
| Dameneinzel  | Natalia Koch Rohde         | Yvonne Li                        | Lê Thu Huyền                        |
| Herrendoppel | Jordan Corvée Julien Maio  | Daniel Nikolov Ivan Rusev        | Alexander Bond Joel Eipe            |
| Herrendoppel | Jordan Corvée Julien Maio  | Daniel Nikolov Ivan Rusev        | Stilian Makarski Gilles Tripet      |
| Damendoppel  | Lê Thu Huyền Phạm Như Thảo | Marie Batomene Anne Tran         | Luise Heim Yvonne Li                |
| Damendoppel  | Lê Thu Huyền Phạm Như Thảo | Marie Batomene Anne Tran         | Nadia Fankhauser Celine Tripet      |
| Mixed        | Đỗ Tuấn Đức Phạm Như Thảo  | Alexander Bond Ditte Søby Hansen | Daniel Font Carissa Turner          |
| Mixed        | Đỗ Tuấn Đức Phạm Như Thảo  | Alexander Bond Ditte Søby Hansen | Philip Seerup Irina Amalie Andersen |